# Heinz Maecker

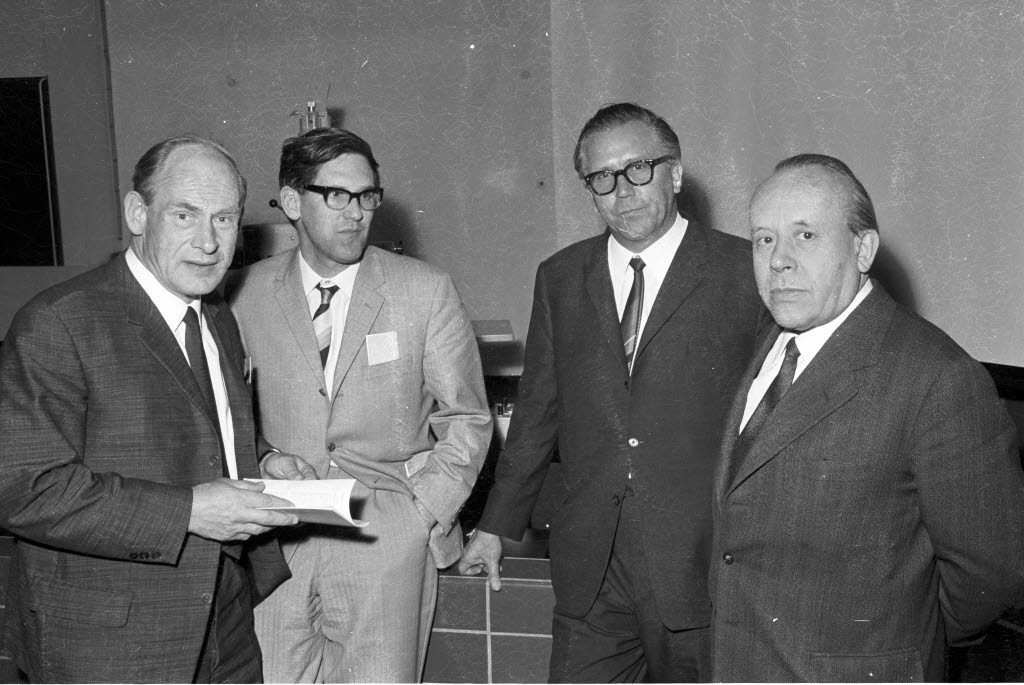
Heinz Maecker (li.) auf einer Tagung der Deutschen Physikalischen Gesellschaft (1966)

Heinz Maecker (* 6. April 1913 in Bromberg; † 4. April 1999) war ein deutscher Physiker und Hochschullehrer.

## Leben
Maecker studierte nach dem Besuch des Johanneums zu Lüneburg Physik in Rostock, München und Kiel. Seit 1932 war er Mitglied des Corps Visigothia Rostock. 1938 erwarb er an der Christian-Albrechts-Universität zu Kiel seinen Dr. phil. mit der Dissertation: Das kontinuierliche Spektrum des Kohlelichtbogens. Während des Zweiten Weltkrieges erforschte er für die Luftwaffe in Berlin-Gatow die Ausbreitung von Druckwellen in Gasen und Flüssigkeiten.
Nach dem Krieg kehrte Maecker nach Kiel zurück und konnte dort mit seiner Arbeitsgruppe erstmals ein Hochtemperaturplasma von 50.000 K erzeugen. 1951 wechselte er in den Bereich für Plasmaforschung der Siemens-Schuckert-Werken in Nürnberg.
1961 wurde ihm ein Lehrstuhl am Elektrophysikalischen Institut der Technischen Universität München angeboten, den er bis zu seiner Emeritierung 1979 wahrnahm. Er erforschte dort weitere Grundlagen der Plasmaphysik (Fusionsreaktor). 1983 wurde er Ehrendoktor der Universität Karlsruhe.

## Veröffentlichungen
- Das kontinuierliche Spektrum des Kohlelichtbogens; Wiesenburg (Mark); Lewerenz, 1939
- Quantitativer Nachweis von Grenzschichtwellen in der Optik; 1948 (Kiel, Phil. F., Habilitationsschrift)
- Ionen- und Atomquerschnitte im Plasma verschiedener Gase; In Zeitschrift für Physik A, Volume 140, Number 2, März 1955
- Principles of arc motion and displacement; Proc. IEEE, vol. 59, pp. 439–449, Apr. 1971.
- Unified Dynamicy and Thermodynamics of a thermal Plasma; 1998
- Über eine neue Entladungsform des stabilisierten Lichtbogens
- Messung und Auswertung von Bogencharakteristiken (Ar,N₂); In Zeitschrift für Physik, v. 158, 1960, p. 392–404
- Ionization phenomena in gases; Année d’édition North-Holland 1962
- Der elektrische Lichtbogen; In Ergebnisse der exakten Naturwissenschaften, Bd. 25
- The Electric Arc; ISBN 978-3-00-023602-0; 2009[3]